# Louveciennes. Sentier de la Mi-côte
Louveciennes. Sentier de la Mi-côte, dont des anciens titres sont Hauteurs de Marly, ferme de mi-côte et Louveciennes, hauteurs de Marly, est un tableau d'Alfred Sisley. Jusqu'en 1937, il est dans la collection d'Antonin Personnaz qui le legs aux Musées nationaux pour le Musée du Louvre. Il se trouve actuellement au musée d'Orsay. Peint à Louveciennes, il est reproduit sur le lieu de sa création.

## Description
C’est une huile sur toile qui mesure  38 × 46,5 cm.
Le jeu de diagonales liés à la rampe, la crête des arbres du coteau et les toits, dirige le regard vers la vallée de la Seine dont l'aspect est rendu vaporeux. Les couleurs automnales et les tons des tuiles donnent une douceur à cette figuration. 
Peint à Louveciennes, il est reproduit sur le lieu de sa création sur un parcours du Pays des Impressionnistes.
La ferme qui était auparavant une forge a été abandonnée. Endommagé par un glissement de terrain en 1983, elle fait l'objet d'un projet de restauration. L'atmosphère du lieu baigné d'humidité et de végétation luxuriante est étrange. La plaque portant la reproduction est située entre la pavillon de musique et les anciens bâtiments de la machine de Marly.

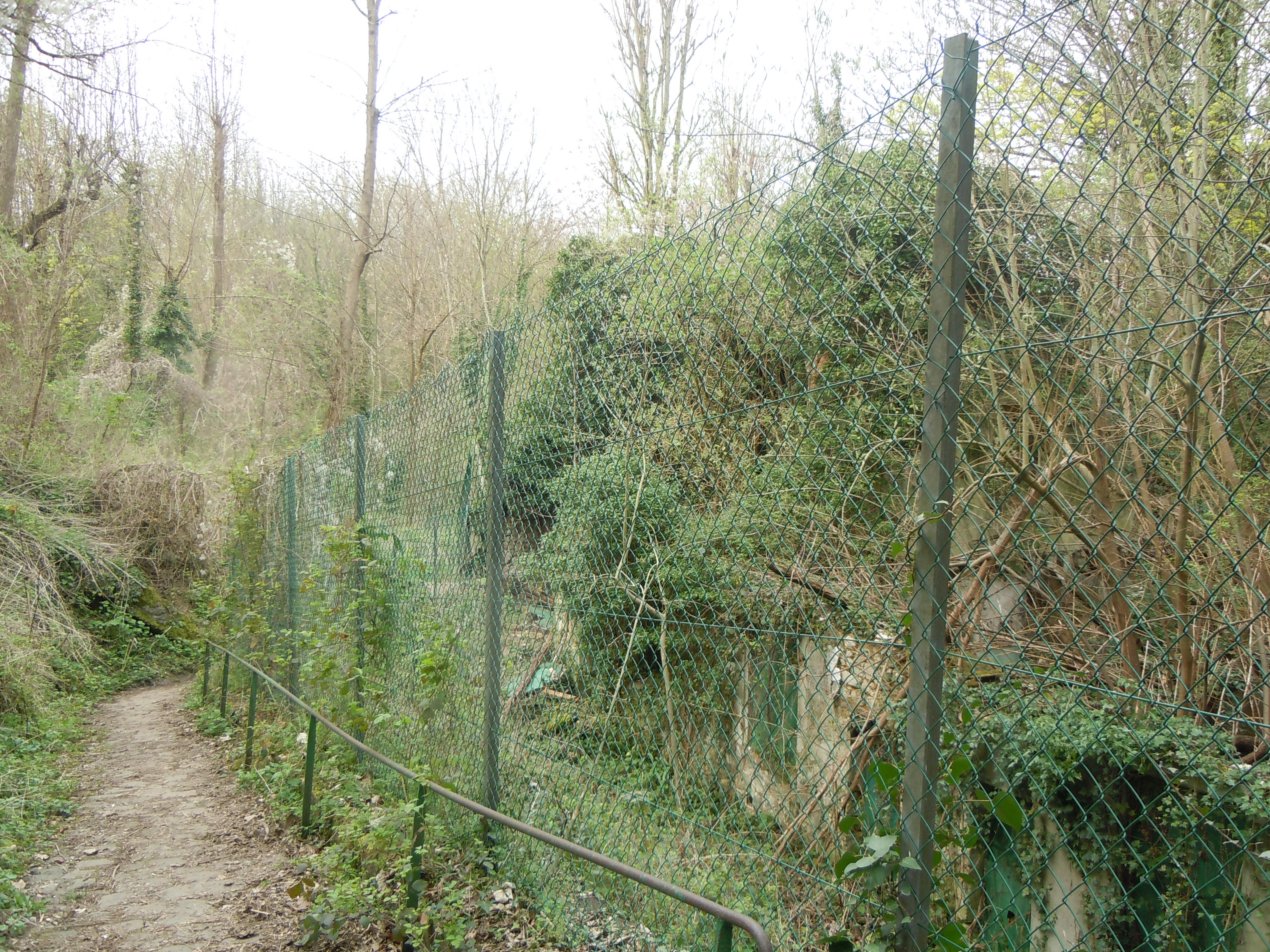
Vue actuelle (2013) du site et des ruines de la ferme